# 東京體育

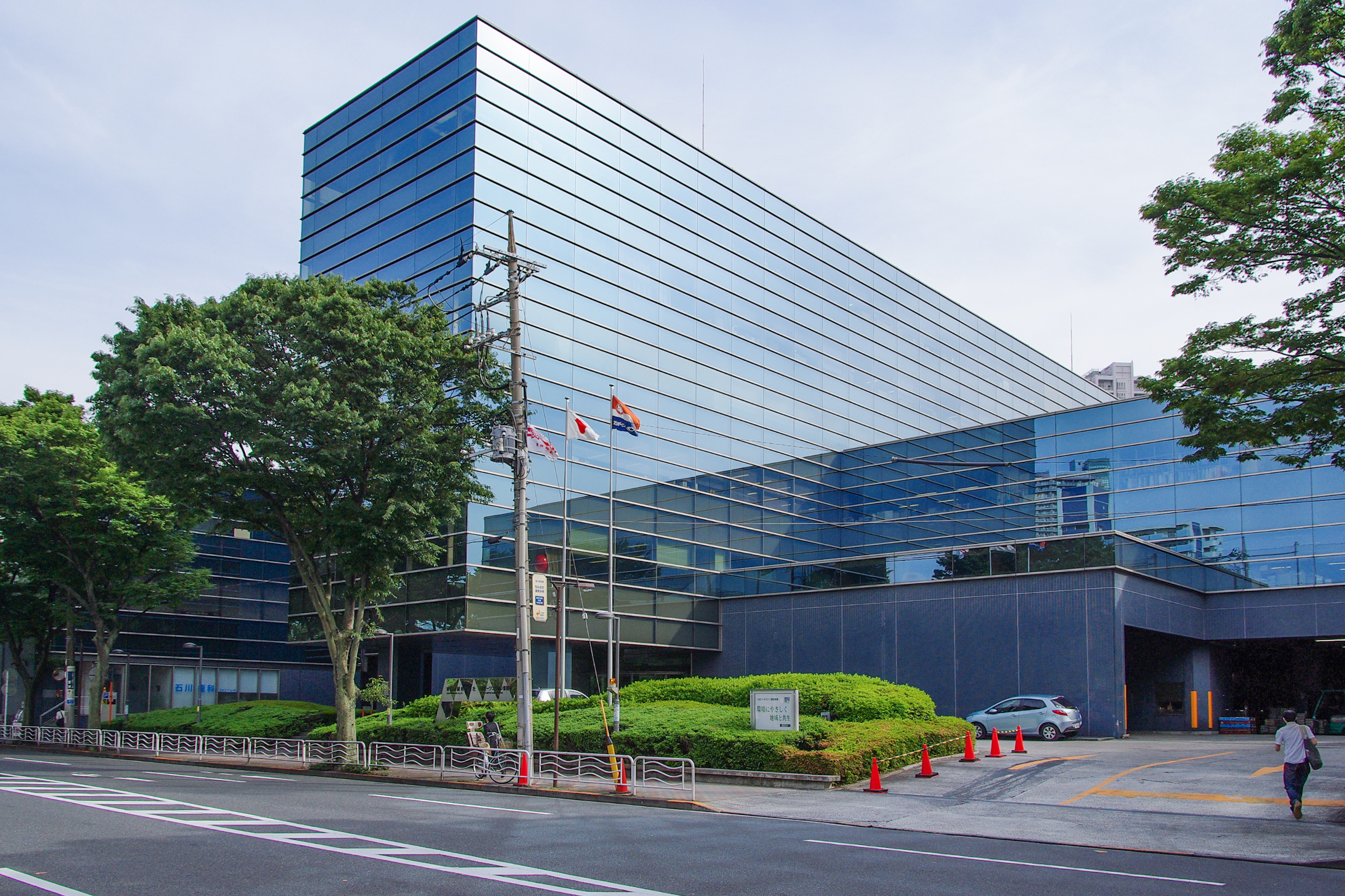
東京體育本社所在地：S・T大樓，與體育日本共用

東京體育（日语：東京スポーツ，Tokyo sports），常簡稱為「東spo」（東スポ），是一份日本體育報，以晚報型式發行。

## 历史
其前身是國民時報新社出版的「國民時報」（国民タイムズ）。1960年4月1日，国民時報新社將国民時報停刊，由夕刊東京體育接替。1962年9月改為現名，後發展為全國性報紙，是日本少數不從屬於大型報系的體育報。
由於東京體育經常大篇幅報道娛樂圈緋聞，因此曾被嘲諷「除了日期之外皆是誤報」。

## 外部連結
- 東京體育 （页面存档备份，存于）（日語）